# Mecistoscelis
Mecistoscelis is een geslacht van wantsen uit de familie van de Miridae (Blindwantsen). Het geslacht werd voor het eerst wetenschappelijk beschreven door Odo Reuter in 1891.

## Soorten
Het genus bevat de volgende soorten:

- Mecistoscelis lansburyi Kim, Roca-Cusachs, Pham & Jung, 2018
- Mecistoscelis nigrosignatus Poppius, 1911
- Mecistoscelis phillipinensis Lansbury, 1963
- Mecistoscelis scirtetoides Reuter, 1891